# Saturnia pygmaea
Saturnia pygmaea är en fjärilsart som beskrevs av Wnukowsky. 1935. Saturnia pygmaea ingår i släktet Saturnia och familjen påfågelsspinnare. Inga underarter finns listade.